# فرانكي برنس
فرانكي برنس (بالإنجليزية: Frankie Prince)‏ (1 ديسمبر 1949 في المملكة المتحدة - ) هو لاعب كرة قدم بريطاني في مركز الوسط. لعب مع نادي إكزتر سيتي ونادي بريستول روفيرز ونادي غلوستر سيتي.

## وصلات خارجية
- فرانكي برنس على موقع قاعدة بيانات كرة القدم.إي يو (الإنجليزية)